# Belleville-sur-Loire
Belleville-sur-Loire és un municipi francès, situat al departament de Cher i a la regió de Centre – Vall del Loira. L'any 2007 tenia 1.030 habitants.

## Demografia

### Població
El 2007 la població de fet de Belleville-sur-Loire era de 1.030 persones. Hi havia 400 famílies, de les quals 122 eren unipersonals (71 homes vivint sols i 51 dones vivint soles), 90 parelles sense fills, 157 parelles amb fills i 31 famílies monoparentals amb fills.
La població ha evolucionat segons el següent gràfic:
Habitants censats

### Habitatges
El 2007 hi havia 495 habitatges, 414 eren l'habitatge principal de la família, 39 eren segones residències i 41 estaven desocupats. 454 eren cases i 39 eren apartaments. Dels 414 habitatges principals, 172 estaven ocupats pels seus propietaris, 236 estaven llogats i ocupats pels llogaters i 7 estaven cedits a títol gratuït; 5 tenien una cambra, 29 en tenien dues, 81 en tenien tres, 129 en tenien quatre i 171 en tenien cinc o més. 344 habitatges disposaven pel capbaix d'una plaça de pàrquing. A 191 habitatges hi havia un automòbil i a 177 n'hi havia dos o més.

### Piràmide de població
La piràmide de població per edats i sexe el 2009 era:
| Homes | Edats   | Dones |
| ----- | ------- | ----- |
| 0     | 95 o +  | 0     |
| 0     | 90 a 94 | 0     |
| 0     | 85 a 89 | 4     |
| 4     | 80 a 84 | 16    |
| 16    | 75 a 79 | 20    |
| 12    | 70 a 74 | 12    |
| 20    | 65 a 69 | 24    |
| 12    | 60 a 64 | 8     |
| 12    | 55 a 59 | 12    |
| 48    | 50 a 54 | 28    |
| 20    | 45 a 49 | 36    |
| 68    | 40 a 44 | 52    |
| 44    | 35 a 39 | 52    |
| 44    | 30 a 34 | 64    |
| 40    | 25 a 29 | 36    |
| 12    | 20 a 24 | 28    |
| 44    | 15 a 19 | 44    |
| 40    | 10 a 14 | 56    |
| 56    | 5 a 9   | 20    |
| 56    | 0 a 4   | 40    |

## Economia
El 2007 la població en edat de treballar era de 673 persones, 475 eren actives i 198 eren inactives. De les 475 persones actives 397 estaven ocupades (224 homes i 173 dones) i 78 estaven aturades (37 homes i 41 dones). De les 198 persones inactives 47 estaven jubilades, 75 estaven estudiant i 76 estaven classificades com a «altres inactius».

### Ingressos
El 2009 a Belleville-sur-Loire hi havia 435 unitats fiscals que integraven 1.071,5 persones, la mediana anual d'ingressos fiscals per persona era de 16.168 €.

### Activitats econòmiques
Dels 39 establiments que hi havia el 2007, 6 eren d'empreses extractives, 1 d'una empresa alimentària, 1 d'una empresa de fabricació d'altres productes industrials, 7 d'empreses de construcció, 7 d'empreses de comerç i reparació d'automòbils, 1 d'una empresa de transport, 2 d'empreses d'hostatgeria i restauració, 1 d'una empresa financera, 2 d'empreses immobiliàries, 5 d'empreses de serveis, 1 d'una entitat de l'administració pública i 5 d'empreses classificades com a «altres activitats de serveis».
Dels 10 establiments de servei als particulars que hi havia el 2009, 1 era una funerària, 2 tallers de reparació d'automòbils i de material agrícola, 1 paleta, 1 guixaire pintor, 1 fusteria, 2 lampisteries, 1 perruqueria i 1 agència immobiliària.
Dels 2 establiments comercials que hi havia el 2009, 1 era una gran superfície de material de bricolatge i 1 una botiga de menys de 120 m².
L'any 2000 a Belleville-sur-Loire hi havia 8 explotacions agrícoles.

## Equipaments sanitaris i escolars
El 2009 hi havia una escola elemental.

## Poblacions més properes
El següent diagrama mostra les poblacions més properes.